# Sinagoga din Câmpina
Sinagoga din Câmpina este un lăcaș de cult evreiesc situat pe strada Dreptății nr. 5 din municipiul Câmpina, județul Prahova. Edificiul a fost inaugurat în anul 1904 (1905, după alte surse).

## Istoric
Evreii s-au stabilit în număr mai semnificativ la Câmpina la sfârșitul secolului al XIX-lea, cu ocazia înființării primelor exploatări petroliere. Recensământul general al populației din 1899 nu a detaliat numărul locuitorilor de etnie evreiască de la acea vreme ai orașului, însă a consemnat că procentul credincioșilor de religie mozaică era de 4,4% din totalul populației „comunelor urbane” ale județului Prahova. Conform unor surse locale, la începutul secolului XX existau în Câmpina circa 100 de familii de evrei, iar sinagoga a fost construită „exclusiv prin aportul financiar” al acestora.
Edificiul religios, relativ modest ca dimensiuni, a fost ridicat pe un teren în suprafață de 155 m2. Conform publicației electronice a Federației Comunităților Evreiești, clădirea este „frumos proporționată, cu aspect unitar, agreabil amplasată cu o arhitectură neoclasică”.
Sinagoga câmpineană a fost menționată în presa centrală românească pe 15 octombrie 1914 (2 octombrie, pe stil vechi), când cantorul Josef Heller, în prezența ajutorului de primar Miron Pandrea, a consilierilor comunali Oteteleșanu și Ciobanu, precum și a membrilor „uniunii evreilor pământeni”, a oficiat acolo un recviem pentru odihna sufletului fostului suveran Carol I, decedat cu cinci zile mai devreme. Recviemul, care a început la ora 17:30 și s-a terminat la ora 18:00, a făcut parte dintr-o serie de servicii divine similare oficiate în toată țara.
În 1930, sinagoga din Câmpina asigura servicii religioase pentru o comunitate care număra 279 de persoane, conform datelor recensământului efectuat în acel an. Procentual, populația de origine evreiască reprezenta circa 1,64% din populația totală a orașului, care era de 16918 persoane.
Ca urmare a regimului antisemit instalat și perpetuat de guverne succesive de dinaintea și din timpul celui de-Al Doilea Război Mondial, precum și a consecințelor războiului, recensământul din 1948 a mai consemnat doar 14 persoane vorbitoare de idiș în Câmpina. În timpul războiului, sinagoga din oraș fusese transformată de trupele germane în depozit de alimente, iar arhiva lăcașului de cult a dispărut.
În 1986, economistul Alfred Berger s-a stabilit în Câmpina și a devenit președintele comunității evreiești locale, care cuprindea la acea vreme aproximativ 30 de familii. În timp, comunitatea s-a redus ca urmare a emigrării în Israel, precum și din cauze naturale. În 2008, o publicație a Federației Comunităților Evreiești consemna că în Câmpina mai exista „o mică comunitate evreiască”, condusă în continuare de Alfred Berger. În august 2010, presa regională nota că sinagoga era deja închisă, deoarece în Câmpina „nu mai există comunitate, ci doar o obște”, numai cinci persoane de etnie evreiască, al căror lider spiritual era tot Alfred Berger.
Pe 22 iulie 2016, după o renovare finanțată de guvern, sinagoga din Câmpina a fost redeschisă la inițiativa Federației Comunităților Evreiești, care a decis că poate fi folosită ca loc de întâlnire pentru cei interesați de istoria, cultura și tradițiile evreilor. În incinta lăcașului a fost amenajat și un mic muzeu, în care sunt expuse fotografii și documente despre viața evreilor din Câmpina și despre contribuția acestei comunități la dezvoltarea orașului de altădată. La redeschiderea sinagogii au participat, printre alții, președintele Federației Comunităților Evreiești, deputatul Aurel Vainer, membri ai comunității evreiești din județul Prahova, ministrul secretar de stat la Secretariatul pentru Culte, Victor Opaschi, precum și primarul și viceprimarul de la acea vreme ai orașului. Evenimentul a fost acompaniat de muzică tradițională evreiască, interpretată de actrița Maia Morgenstern, acompaniată de formația Bucharest Klezmer Band.
Conform statisticilor INS, la 1 decembrie 2021 nu mai exista nici un locuitor de origine evreiască sau vorbitor de idiș în orașul Câmpina.